# Luca Matranga

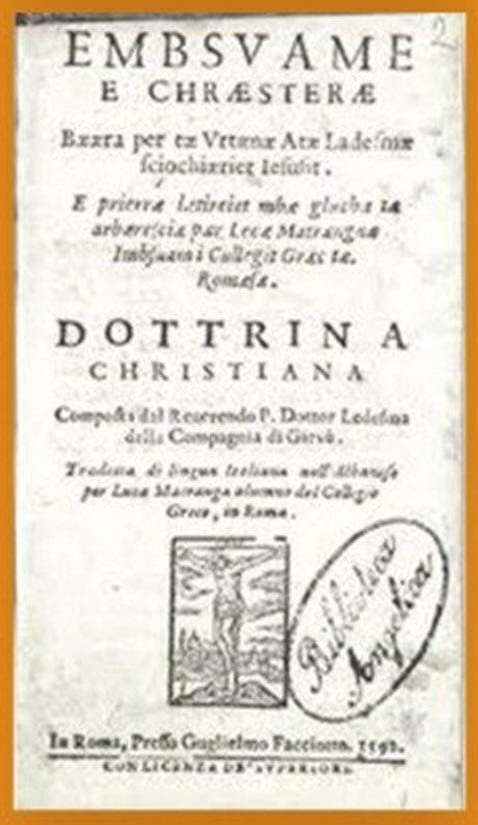
La "Dottrina Cristiana" di Luca Matranga (1592)

Luca Matranga (Lekë Matrënga in albanese; Piana degli Albanesi, 1567 – 1619) è stato uno scrittore, presbitero, di rito bizantino-greco italiano di etnia arbëreshë, che, con la sua prima creazione in assoluto in lingua albanese, diede ufficialmente inizio alla letteratura arbëreshë. Tale testo, E Mbësuame e Krështerë, ha particolare importanza storica, linguistica e letteraria, essendo il documento più antico nella variante tosca della letteratura albanese.

## Biografia
Nato a Piana degli Albanesi (all'epoca denominata Piana dei Greci), nella più grande e popolosa colonia arbëreshë di Sicilia, frequentò il Collegio di Sant'Atanasio in Roma. Dopo gli studi a Roma e l'ordinazione sacerdotale (1591 o 1592) fu, almeno dal 1601, papàs a Piana degli Albanesi, fondando nella sua cittadina natale la prima vera e propria scuola per il mantenimento dei connotati etnici e linguistici della comunità.

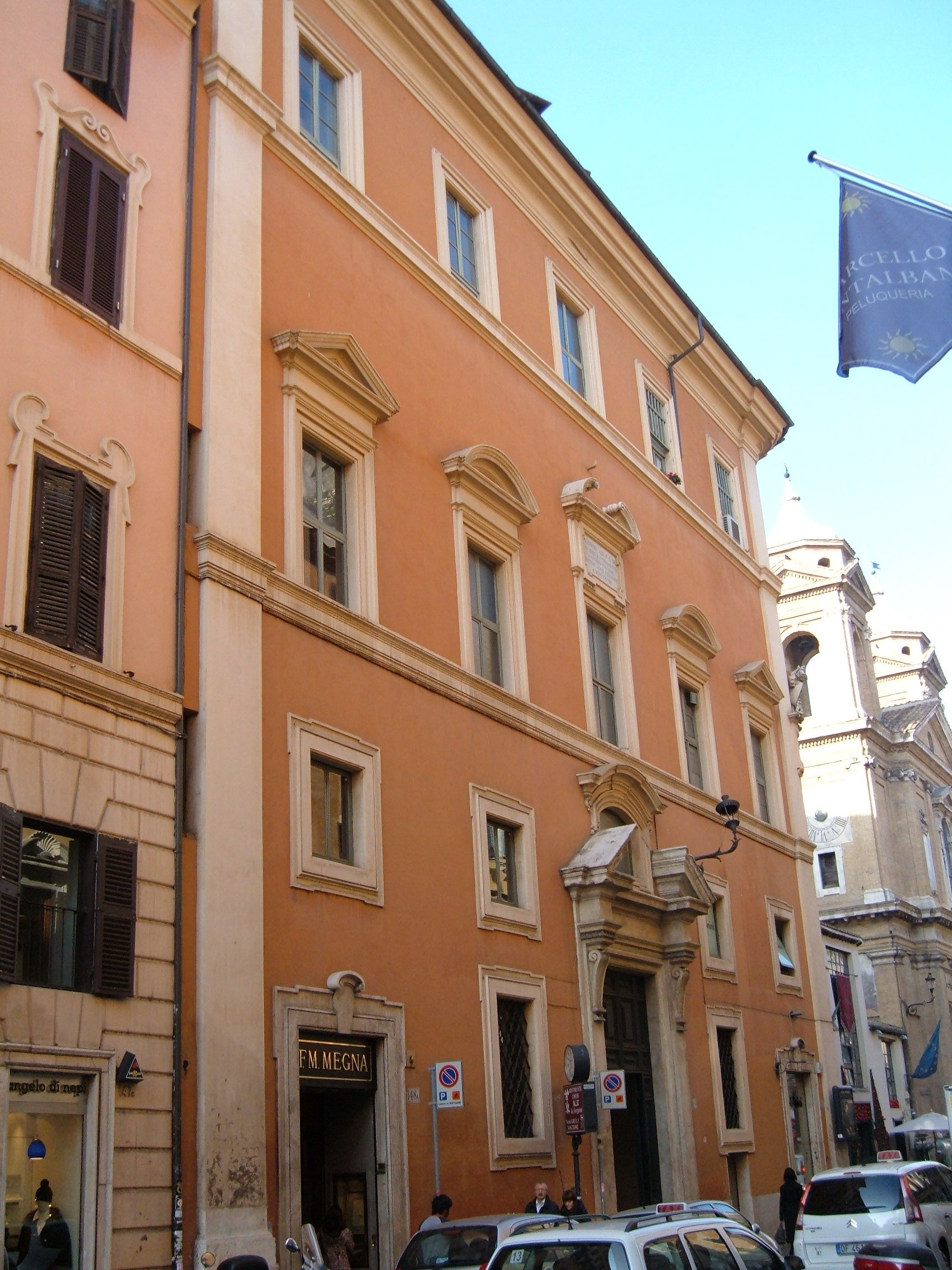
Il Collegio Greco a Roma (1583), istituito per la formazione del clero greco-cattolico albanese d'Italia e dove si formò Matranga.

Scrittore di nobile personalità e papàs di rito bizantino-greco, è noto soprattutto per la prima creazione in assoluto in lingua albanese, nella forma dialettale tosca diffusa nel meridione dell'Albania e presso le comunità arbëreshe in Italia, della Dottrina Cristiana (E Mbësuame e Krështerë) del gesuita spagnolo P. Ledesma, dedicata all'arcivescovo diocesano di Monreale, mons. Ludovico de Torres II, ed edita nel 1592, con i necessari adattamenti, alle esigenze del rito locale. Matranga utilizzò per il suo testo la parlata albanese di Piana degli Albanesi emendandola di qualche peculiarità fonetica allo scopo di farsi intendere anche dagli albanesi delle altre colonie. Fu tradotta in italiano fin dal 1571, ed è il più antico documento letterario degli italo-albanesi. Il probabile autografo, in cui la versione di Matranga è intercalata al testo italiano dell'opera di Ledesma, è contenuto nel Barb. lat. 3454.
Dopo il Meshari di Gjon Buzuku, la prima opera della letteratura albanese (1555), scoperto da mons. Paolo Schirò di Piana degli Albanesi, il suo libro, E Mbësuame e Krështerë, di cui esistono due copie, è in assoluto una delle prime espressioni filologiche documentate di lingua arbëreshe scritta in tutta la letteratura albanese.

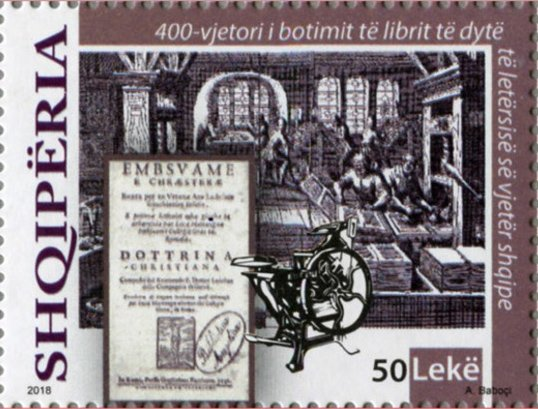
Posta Shqiptare, 2018, francobollo celebrativo del 400mo anniversario della pubblicazione de E Mbësuame e Krështerë.

## Opere principali
- E Mbësuame e Krështerë - La Dottrina Cristiana albanese, Piana degli Albanesi - Roma 1592.